# Haplopsebium villiersi
Haplopsebium villiersi là một loài bọ cánh cứng trong họ Cerambycidae.